# Gonatodes concinnatus
Gonatodes concinnatus este o specie de șopârle din genul Gonatodes, familia Gekkonidae, descrisă de O’shaughnessy 1881. Conform Catalogue of Life specia Gonatodes concinnatus nu are subspecii cunoscute.

## Galerie

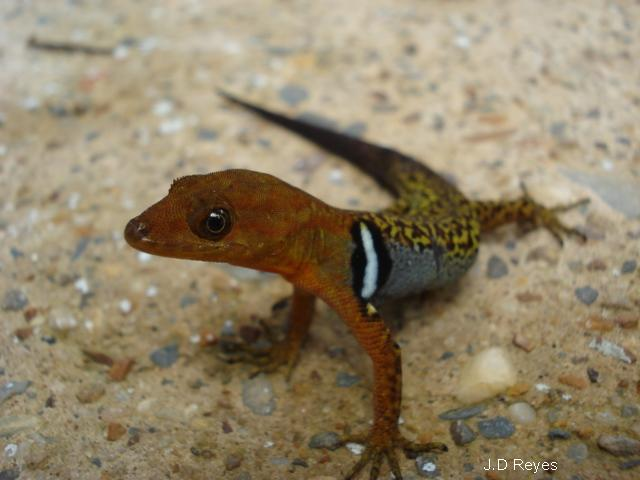